# Johnsonita
Johnsonita is een geslacht van vlinders van de familie Lycaenidae, uit de onderfamilie Theclinae.

## Soorten
- J. assula (Draudt, 1922)
- J. auda (Hewitson, 1867)
- J. catadupa (Hewitson, 1869)
- J. chlamydem (Druce, 1907)